# Discriminação contra autistas
Discriminação contra pessoas autistas é a discriminação e perseguição a que as pessoas autistas são submetidas pela sua neurodivergência.[carece de fontes?]

## Prevalência
Em 2011, foi concedido asilo político nos Estados Unidos a um menino autista de 10 anos originário do Paquistão devido a complicações relacionadas com o seu comportamento relacionado com o autismo, que incluía compulsões e episódios violentos de auto-mutilação. Isto colocou-o em risco de tortura e perseguição quando voltou para seu país natal. A mãe do menino escreveu o seu pedido de asilo, visto que a maioria dos Paquistaneses veem a condição do menino como uma maldição de Deus, e que o jovem foi forçado a submeter-se a vários "tratamentos" perigosos e degradantes como beber água suja consumida pelos corvos.
Um estudo publicado em 2013 relatou os resultados de um levantamento levado a cabo de uma amostra nacional americana de famílias de crianças autistas, realizada pelo Instituto Kennedy Krieger. O estudo constatou que 38% das crianças com autismo foram vítimas de bullying ao longo de um período de um mês, e 28% eram frequentemente vítimas de bullying. Dos casos de bullying, 69% apresentaram trauma emocional, 14% temiam pela sua segurança, e 8% sofreram lesões físicas.
Em 2019, Greta Thunberg foi constantemente atacada, nas redes sociais, em função de ter a Síndrome de Asperger. Foram diversos os ataques verbais, alguns utilizando insultos capacitistas e sendo acompanhados por ofensas machistas, e as alegações de que ela seria "manipulável" especificamente por ser ter autismo e adolescente.